# Roger Holegård
Roger Holegård, född 24 mars 1954 är en svensk sångare, kompositör och kompgitarrist. Han inledde sin bana i hårdrocksgruppen Neon Rose under åren 1970-1975. Sedan Neon Rose splittrats började Holegård sjunga i jazzrockbandet Wasa Express, där han medverkade på två LP-skivor under åren 1978-1979. När Wasa Express upphörde startade Holegård en solokarriär, och namnet på gruppen han bildade blev Truck. Truck gav ut två singlar och framträdde bl.a. live i Sveriges Radio P3 1980. 1992 släppte han boken The EP-book. En katalog över svenskpressade pop och rock EP-skivor. 2016 släppte han ett tresidigt dubbelalbum med gruppen Future Elephants? Roger Holegård voc, gtr, Dante Holmberg lead gtr, Rolle Lindgren dr och Anders "Lunkan" Lundqvist b. 2019 kom Sigvard Frenzel till som ny trummis.
Holegård har tre döttrar, födda 1980, 1986 och 1990. Han gifte sig för andra gången 2010.

## Utgivna skivor
- 1974 - Singel (Neon Rose) Sensation
- 1974 - LP (Neon Rose) A Dream of Glory and Pride
- 1974 - LP (Neon Rose) Two
- 1975 - Singel (Neon Rose) A Man's Not A Man
- 1975 - LP (Neon Rose) Reload
- 1978 - Singel (Wasa Express) Jag Är Bäst
- 1978 - LP (Wasa Express) Till Attack
- 1979 - Singel (Wasa Express) Schack Matt
- 1979 - LP (Wasa Express) Schack Matt
- 1980 - Singel (Truck) Lägg Inte På Din Lur
- 1981 - Singel (Truck) Impala
- 1982 - Singel (Micke Andersson's Drop-Outs) Rider Med Vinden
- 1983 - Singel (Micke Andersson's Drop-Outs) Mona
- 1983 - LP (Micke Andersson's Drop-Outs)
- 2005 - CD (Wasa Express) Till Attack
- 2005 - CD (Wasa Express) Schack Matt
- 2005 - CD (Neon Rose) A Dream of Glory and Pride
- 2005 - CD (Neon Rose) Two
- 2005 - CD (Neon Rose) Reload
- 2016 - LP (Future Elephants?)
- 2020 - LP (Future Elephants?) Humans Passin' Trhu
- 2020 - CD (Future Elephants?) Humans Passin' Trhu